# Cristino Seriche Bioko
Cristino Seriche Malabo Bioko (ur. 1940, zm. 11 czerwca 2024 w Sipopo w Gwinei Równikowej) – polityk i wojskowy, premier Gwinei Równikowej od 15 sierpnia 1982 do 4 marca 1992.
Należał do mniejszości etnicznej Bubi, mieszkającej na wyspie Bioko. Od 1964 uczył się w akademii wojskowej w Saragossie razem z przyszłym prezydentem Teodoro Obiang Nguema Mbasogo. Po uzyskaniu niepodległości do 1975 sprawował funkcję gubernatora wyspy Bioko. Popadł następnie w konflikt z prezydentem Francisco Macíasem Nguemą i został uwięziony.
W 1979 uczestniczył w puczu Obianga. Został następnie ministrem planowania, prac publicznych i transportu. Po reformie konstytucyjnej w 1982 objął nowo utworzone stanowisko premiera. Sprawował też mandat parlamentarzysty. Od 1987 należał do proprezydenckiej Partii Demokratycznej Gwinei Równikowej. W 1992 odwołany ze stanowiska, popadł w konflikt z prezydentem i wyjechał do Hiszpanii. Tam w 2004 roku założył partię Awangarda dla Obrony Praw Obywateli (VDDC). Zmarł 11 czerwca 2024 w Gwinei Równikowej, w klinice La Paz w Sipopo.